# Erwin Böhm
Erwin Böhm (ur. 16 maja 1940) – austriacki profesor nauk o zdrowiu, psychiatra, gerontolog, twórca modelu psychobiograficznego w terapii senioralnej.
W 1963 uzyskał dyplom opiekuna osób starszych, a potem pracował w różnych dziedzinach psychiatrii. W 1985 ukazała się jego pierwsza książka Krankenpflege - Brücke in den Alltag (Pielęgniarstwo – most do starości). W 1988 wydał swoją najważniejszą książkę – Verwirrt nicht die Verwirrten (Nie mylić zdezorientowanych). W toku swoich badań stworzył holistyczne i oparte na praktycznych doświadczeniach podejście do geriatrii, gerontopsychiatrii i psychogeriatrii. Od 1965 rozpoczął rozwijanie rehabilitacyjnych form opieki nad ludźmi starszymi. Stworzył w tym czasie swój oryginalny model reaktywacji Ducha. Korzystał z osiągnięć terapii behawioralnej i społecznej, z prac Zygmunta Freuda, Carla Junga, Ericha Fromma i Alfreda Adlera. W 2000 otrzymał tytuł profesora. W 2001 założył "Europejską Sieć Psychobiograficznych Badań Pielęgniarskich według prof. Böhma" (ENPP). Współpracował w tym zakresie z doktorem Markiem Avarello.